# Rech Lakich
Le rabbin Chimon Ben Lakich, également connu sous le nom de Rech Lakich, est un Amora (docteur du Talmud) galiléen du IIIe siècle.
Il est le beau-frère et le disciple préféré de Rabbi Yohanan. Nombre de ses sentences et opinions sont rapportées dans le Talmud de Jérusalem, ainsi que celui de Babylone.

## Biographie
Né en terre d'Israël, sans doute à Tibériade, il étudia la Torah dans sa jeunesse mais s'en éloigna pour des raisons peut-être matérielles. Connu pour sa grande force physique, il loua ses services comme gladiateur. C'était un des métiers les plus méprisés dans le judaïsme et l'un des plus dangereux. Il devint célèbre comme gladiateur à Césarée et ailleurs.
Le Talmud raconte dans le traité Baba Metsia comment il retrouva la voie de la Torah en rencontrant Rabbi Yokhanan. Celui-ci se baignait dans le Jourdain lorsqu'il vit Rech Lakich et fut surpris par sa force physique. Il lui dit comme compliment : « Ta force vaudrait bien d'être voué à la Torah. »
Or Rabbi Yohanan était très beau et Rech Lakich lui répondit : « Ta beauté conviendrait mieux à une femme. »
Les deux hommes se firent une promesse, Rabbi Yohanan promit à Rech Lakich qu'il épouserait sa jolie sœur et Rech Lakich promit de se repentir et de consacrer désormais son énergie à l'étude de la Torah. Rech Lakich retourna à la maison d'étude (Beit Midrach) et l'on vit que son esprit était aussi puissant que ses muscles.
Rech Lakich et Rabbi Yohanan se complétaient très bien dans l'étude de la Torah. Un jour où Rabbi Yohanan lui dit : "Le brigand devrait être expert en brigandage", il fut affecté, tomba malade puis mourut. Rabbi Yohanan mourut lui aussi peu après. Ce fut la fin de l'époque du Talmud de Jérusalem.